# Iven
Iven est une municipalité allemande du land de Mecklembourg-Poméranie-Occidentale et l'arrondissement de Poméranie-Occidentale-Greifswald.